# Randy Newman (album)
Randy Newman (in origine Randy Newman Creates Something New Under the Sun) è l'album di debutto del cantautore statunitense Randy Newman. Pubblicato nel giugno del 1968, l'album è caratterizzato da complessi arrangiamenti orchestrali.
L'album è rimasto fuori catalogo per oltre quindici anni, finché non venne ripubblicato in CD, nel 1995, con la rimasterizzazione di Lee Herschberg.
Come sarà poi per altri dischi della prima parte della carriera di Newman, diverse canzoni pubblicate in quest'album erano già state incise da altri artisti: I Think It's Going to Rain Today fu inizialmente incisa da Julius LaRosa, ma esiste anche una versione di Judy Collins del 1966 (che è poi il primo significativo successo commerciale di Newman). So Long Dad era stata invece incisa e pubblicata come singolo da Manfred Mann nel settembre del 1967.
I Think It's Going to Rain Today/The Beehive State è il singolo estratto da questo album (Reprise 0284). Reprise lo pubblicò anche in un 78 giri promozionale.
Nel novembre del 2015 viene annunciata l'entrata dell'album nella Grammy Hall of Fame Award 2016.

## Tracce
Tutti i brani sono di Randy Newman.
Lato A
1. Love Story (You and Me) – 3:20
2. Bet No One Ever Hurt This Bad – 2:00
3. Living Without You – 2:25
4. So Long Dad – 2:02
5. I Think He's Hiding – 3:04
6. Linda – 2:27

Durata totale: 15:18
Lato B
1. Laughing Boy – 1:55
2. Cowboy – 2:36
3. Beehive State – 1:50
4. I Think It's Going to Rain Today – 2:55
5. Davy the Fat Boy – 2:50

Durata totale: 12:06

## Formazione
- Randy Newman - voce, pianoforte
- James Burton - chitarra
- Larry Knechtel - tastiera
- Al Casey - chitarra
- Gene Garf - pianoforte
- Michael Deasy - chitarra
- James Rowles - pianoforte
- Ron Elliott - chitarra, voce
- Herb Ellis - chitarra
- Carl Fortina - fisarmonica
- Joe Gibbons - chitarra
- Hubert Anderson - batteria
- Don Lanier - chitarra
- Jim Gordon - batteria
- Louis Morell - chitarra
- Gary Coleman - percussioni
- Tommy Tedesco - chitarra
- Norman Jeffries - batteria
- Michael Lang - pianoforte
- Don Bagley - contrabbasso
- Carol Kaye - contrabbasso
- Lyle Ritz - contrabbasso
- Israel Baker - violino
- Arnold Belnick - violino
- Harry Bluestone - violino
- James Getzoff - violino
- William Kurasch - violino
- Leonard Malarsky - violino
- Jerome Reisler - violino
- Ralph Schaeffer - violino
- Sid Sharp - violino
- William Weiss - violino
- Tibor Zelig - violino
- Samuel Boghossian - viola
- Joseph DiFiore - viola
- Jan Hlinka - viola
- Louis Kievman - viola
- Leonard Selic - viola
- Harold Ayties - viola
- Harold Bemko - violoncello
- Jesse Ehrlich - violoncello
- David Filerman - violoncello
- Armand Kaproff - violoncello
- Ray Kelley - violoncello
- Victor Sazer - violoncello
- Frederick Seykora - violoncello
- Joseph DiTullio - violoncello
- Ollie Mitchell - tromba
- Thomas Scott - tromba
- Anthony Terran - tromba
- Milt Bernhart - trombone
- Richard Hyde - trombone
- Lew McCreary - trombone
- Gene Cipriano - sax
- William Green - sax
- Jim Horn - sax
- Jay Migliori - sax
- Ted Nash - sax
- William R. Perkins - sax
- Wilburn Schwartz - sax
- Plas Johnson - sassofono tenore
- Gary LeVant - armonica
- Tommy Morgan - armonica a bocca
- James A. Decker - corno francese
- David Duke - corno francese
- William Hinshaw - corno francese
- Richard Perissi - corno francese
- Sid Miller - fagotto
- Gordon Pope - oboe
- Elizabeth Ershoff - arpa
- Nick DeCaro, Robert Knight, Sal Valentino - cori